# Lama (Ethnie)
Die Lama sind eine Ethnie in Benin, Togo und Ghana, die auch Lamba, Lima oder Namba (oder in ähnlichen Schreib- und Sprachvarianten) genannt werden. Sie sind Bestandteil der bodenständigen (autochthonen), sog. „paläonigritischen“ Urbevölkerung des nördlichen und mittleren Togos und der angrenzenden ghanaischen und beninischen Territorien.
Die Lama sind kulturell mit den Kabre (Kabiyé) verwandt, die nordöstlich ihres Kerngebietes die Region um Lama-Kara besiedeln.

## Geographische Verbreitung
In Togo leben ca. 182.000 Lama, deren Kernsiedlungsraum vornehmlich in den Präfekturen Kande und Doufelgou liegt. Ein großer Teil der übrigen togolesischen Lama lebt in den Präfekturen Sotouboua, Ogou, und Haho.
In Benin leben ca. 82.000 Lama, die vornehmlich in der Atakora-Provinz in verschiedenen Ortschaften der Subpräfektur Boukombe sowie in der Donga-Provinz in den Subpräfekturen Djougou und Bassila beheimatet sind.
In Ghana leben ca. 2.200 Lama in einem Gebiet, das etwa 100 km südwestlich der togolesischen Stadt Bassari (9° 16′ N, 0° 47′ O) beginnt, sich in Richtung Yendi und weiter nach Tamale hin erstreckt und bis etwa südöstlich von Tamale hineinreicht.

## Gesellschaftliche Struktur
Die Lama haben im historischen Königreich Kotokoli ca. 60 bis 65 % der Bevölkerung gestellt und hatten hier zu Kolonialzeiten den Eingeborenenclan-Status (clans aborigènes), den sie auch noch heute besitzen. Innerhalb des früheren Kotokoli-Territoriums sind die Lama in mindestens sieben verschiedenen Clans organisiert, wozu die Koli, Kozi, Bogom, Deware, Baro, Kobu und Uruma gehören. Wahrscheinlich zählen auch die Akima dazu und mitunter werden auch die Lambu und die Sando an dieser Stelle mitgenannt. Ein Clan bei den Lama definiert sich dabei als exogame patrilineare Maximallineage im genealogischen Sinne.
Außerhalb der Grenzen des ehemaligen Kotokoli findet man nördlich von Lama-Kara in den Losso von Binkoudjiba einen Stamm der Lama, welcher von den hiesigen Vertretern der Clans Koli, Nayur und Nafale gebildet wird.
Des Weiteren findet man im Gebiet des früheren Königreiches Bassari mit den Kisitikpiu oder Bisibi eine Gruppe Lamas, die einst aus Sansanne-Mango geflüchtet waren infolge der Ermordung einer schwangeren Frau und dem damit im Zusammenhang stehenden, anschließenden Gemetzel. Sie zählen im Gebiet des historischen Königreiches Bassari mit zur Bevölkerungsgruppe der Be-Tyambe-Bassari.
In Kabou (9° 27′ N, 0° 49′ O), deren Bevölkerung ansonsten zu den Be-Tapumbe-Bassari gerechnet wird, finden sich Vertreter der Lama-Clans Koli, Nadju, Bisibi und Usiboli in mehr oder weniger starker Vermischung mit fremden Familienverbänden.
Während es zugewanderte ausländische Gruppen sind, die im Kotokoli- und im Bassari-Land die politische Herrschaft spätestens seit dem 18. Jahrhundert stellen, liegt die religiöse Herrschaft, sofern sie mit dem Erdkult in Verbindung steht, in den Lama-Siedlungsgebieten vollständig in den Händen der Lama, da sie es sind, die sich als die eigentlichen Eigner des Erdbodens sehen, auf dem sie schon gesiedelt hatten, bevor die anderen Gruppen im 17. Jahrhundert oder später hier einwanderten. Auf religiöser Ebene existiert daneben im Kotokoli- und Bassari-Land, wie auch anderswo in Westafrika, ein ausgeprägter Clantotemismus.